# 表皮

葉の構造

葉の断面の拡大図

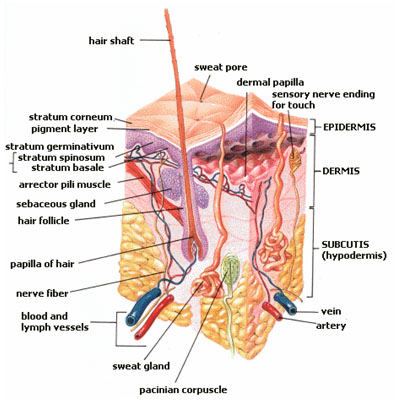
人体の皮膚（EPIDERMISが表皮）

表皮（ひょうひ、英: epidermis）は、多細胞生物のもっとも外側を覆う組織である。
往々にして内部を保護する役割を担い、特に陸上生物では硬化したりクチクラ層を持つ例が多い。水中生物では繊毛などをともなう例もある。分類群によってその性質は大いに異なる。

## 植物の場合
陸上植物の表皮系(epidermis)には根・茎・葉・花などの体表面のほとんどを覆う表皮細胞(epidermal cell)と表皮細胞が不当分裂して出来る呼吸をつかさどる孔辺細胞(気孔 stoma)、様々な形態・機能を持つ毛状突起(trichome)、表皮細胞を守るクチクラ層(cuticle)等がある。
維管束植物では、表皮は一層の細胞が密に並んだ構造で、その表面に非細胞性のクチクラ層を持つ。ほぼ一様な細胞からなるが、種によっては毛を生じる。また、ガスの出入りを保証する気孔があり、これは孔辺細胞という細長い細胞が二つ並んだ間にあり、これらの細胞の変形によって開閉する。通常葉の裏面に多く分布する。なお、表皮細胞は葉緑体を持たないが、孔辺細胞はこれを持っている。植物の場合、表皮は表皮組織系として一つの組織系と認識される。

## 動物の場合
動物においては表皮は上皮組織によって構成される。無脊椎動物では単層上皮からなる。
ほ乳類においては外胚葉性の重層扁平上皮により構成され、真皮、皮下組織とともに皮膚を構成する構造。
外側から角質層、顆粒層、有棘層、基底層に区分される。表皮下には真皮、皮下組織が存在する。魚類では原則的に角質層がなく、最外層には粘液層に被われている。魚類の体表粘液には種々の生体防御関連タンパク質が含まれており、その代表的なものとしてレクチンが挙げられる。